# Liste des évêques et archevêques de Syracuse
Pour un article plus général, voir Archidiocèse de Syracuse.
La liste des évêques et archevêques de Syracuse recense les noms des évêques qui se sont succédé sur le siège épiscopal de Syracuse, en Sicile, depuis la fondation du diocèse au IIe siècle. Le diocèse est élevé une première fois au rang d'archidiocèse entre le IXe siècle avant de redevenir diocèse. Le pape Grégoire XVI l'élève en 1844 le siège de Syracuse au rang  d'archidiocèse métropolitain (lat.: Archidioecesis Syracusanus) avec pour suffragants les diocèses de Noto et de Raguse. 

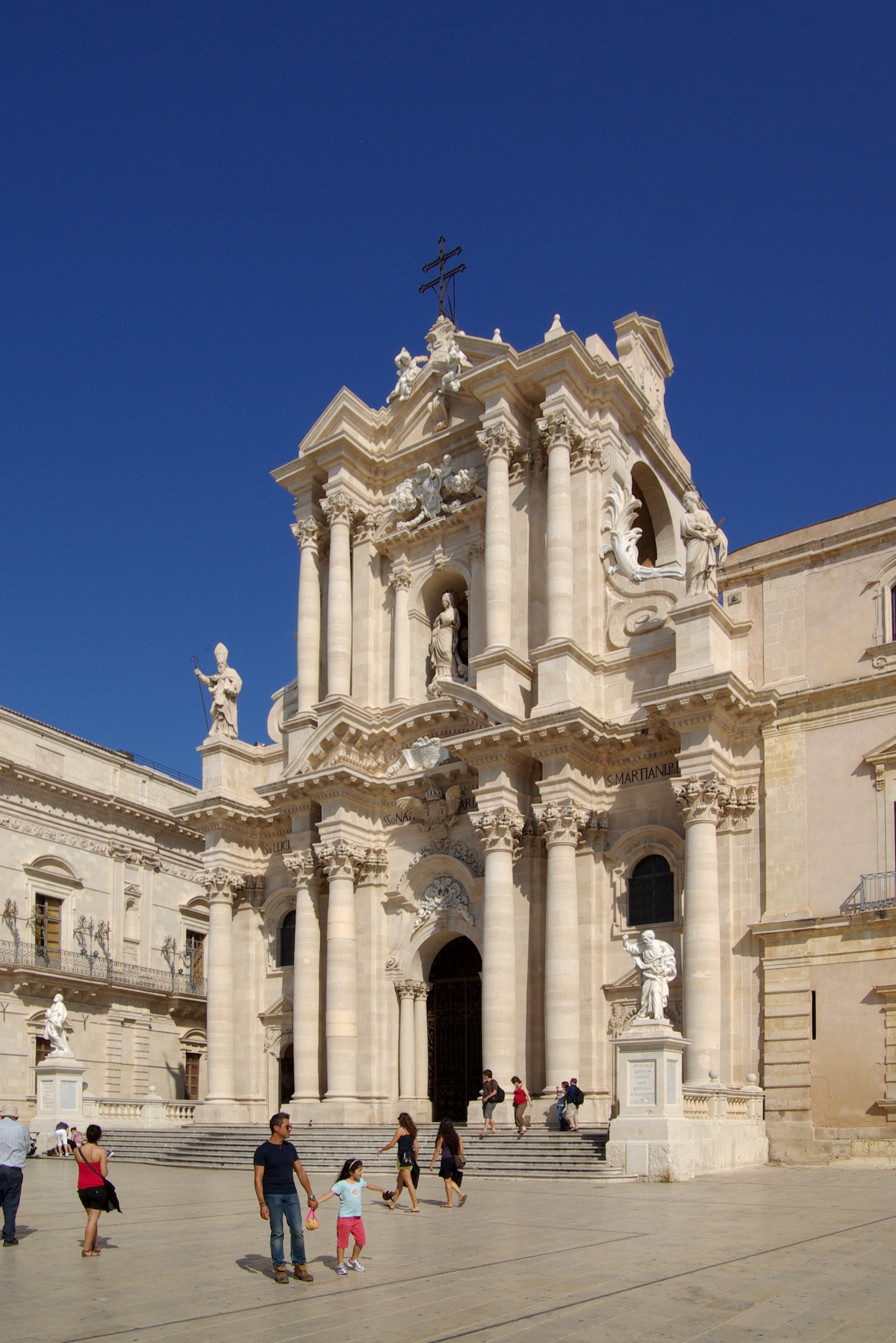
Cathédrale Santa Maria delle Colonne

## Évêques
- St. Marcien
- Chrestus (Crispus) (314)
- Germain
- Ceperion
- Syrakosios
- St. Eualie (502)
- Étienne (ca. 533)
- Éleuthère (558-561)
- St.  Maxime (591–594)
- St. Jean (595–603)
- Pierre (625–638)
- Isaac (640–642)
- St.  Zosime (648–661?)
- St. Élias (vers 668)
- George (668–669)
- St. Théodose Ier (680)
- Théodose II

## Archevêques
- Étienne (787)
- Teodoro il Critino (ca. 833)
- Grégoire Asbestas (847–865)
- Théodore (865–878)

## Évêques
- Roger (1092–1104)
- Guillaume (1111–1117)
- Hugues (1124–1143)
- Baudouin
- Guarin (1144–1154)
- Paris
- Richard Palmer (1157–1183)
- Laurent (1188–1201)
- Andrea Godefredo (1201)
- Adamo Bartolomeo (1212–1222)
- Conradus Teutonicus
- Gregorio (1233–1254)
- Rinaldo de Lusio (1254–1255)
- Matteo de Magistro (1255–1267)
- Simone da Lentini (1269–1275)
- Domenico da Saragozza (1296–1304)
- Filippo Sanchez de Azur (1305–1312)
- Pietro de Montecateno (1313–1336)
- Ogerio de Virzolo (1338–1341)
- Giacomo Guidone de Franchis (1342–1361)
- Enneco de Alemannia OP (1361–1378)
- Francesco Dentice (1380–1381)
- Giovanni d’Alife (1382–1385)
- Ludovico (1385–1386)
- Tommaso de Erbes OSB (1388–1419)
- Ruggero Bellomo (1419–1443)
- Giovanni Garsia (1443–1444)
- Paolo Santafè (1446–1460)
- Anton Giacomo Venerio (1460–1461)
- Andrea Tolomei (1463–1468)
- Dalmazio Gabriele OP (1469–1511)
- Guglielmo Raimondo Centelles (1512–1516)
- Pietro de Urries (1516–1518)
- Ludovico Platamone (1518–1540)
- Girolamo Beccadelli Bologna (1541–1560)
- Giovanni Orosco de Arzés (1562–1564)
- Gilberto Isfar e Corillos (1574–1579)
- Giovanni Castellano Orosco (1579–1602)
- Giuseppe Saladino (1604–1611)
- Giovanni Torres de Osorio (1613–1619)
- Paolo Faraone (1619–1629)
- Fabrizio Antinoro (1630–1635)
- Francesco d’Elia e Rossi (1639–1647)
- Giovanni Antonio Capobianco (1649–1673)
- Francesco Maria Rini OFM (1674–1676)
- Francesco Fortezza (1676–1693)
- Asdrubale Termini (1695–1722)
- Tommaso Marino (1724–1730)
- Sedisvakanz (1730–1732)
- Matteo Trigona (1732–1748)
- Francesco Testa (1748–1754)
- Giuseppe Antonio de Requesens (1755–1772)
- Giovanni Battista Alagona (1773–1801)
- Gaetano Maria Bonanno (1802–1806)
- Filippo Trigona (1807–1824)
- Giuseppe Amorelli (1824–1840)
- Sedisvakanz (1840–1845)

## Archevêques et métropolitains
- Michele Manzo (1845–1852)
- Angelo Robino (1853–1868)
- Sedisvakanz (1868–1872)
- Giuseppe Guarino (1871–1875)
- Benedetto La Vecchia Cuarnieri OFM (1875–1896)
- Giuseppe Fiorenza (1896–1905)
- Luigi Bignami (1905–1919)
- Giacomo Carabelli (1921–1932)
- Ettore Baranzini (1933–1968)
- Giuseppe Bonfigioli (1968–1973)
- Calogero Lauricella (1973–1989)
- Giuseppe Costanzo (1989–2008)
- Salvatore Pappalardo (2008-2020)
- Francesco Lomanto (depuis 2020)